# Liga de Acción Monárquica
La Liga de Acción Monárquica fue un partido político español fundado en Vizcaya en 1919, de ideología nacionalista española y monárquica, partidarios del régimen de la restauración con Alfonso XIII como rey.

## Historia
Con el auge del nacionalismo vasco y la creciente hegemonía del Partido Nacionalista Vasco, numerosos industriales vizcaínos formaron la Liga de Acción Monárquica. Entre sus promotores se encontraron Fernando María de Ybarra y de la Revilla, Juan Tomás Gandarias, Víctor Chávarri y Anduiza o Federico Echevarría Rotaeche.
Entre 1919 y 1923 pactó tácitamente con los socialistas en varios distritos vizcaínos, permitiéndole obtener los escaños de Valmaseda y Baracaldo, mientras que los socialistas obtuvieron representación por Bilbao.
Se federó en 1920 con la Unión Monárquica Nacional creada en Cataluña poco antes. Con la instauración de la dictadura de Primo de Rivera, varios de sus miembros pasaron a ocupar cargos o integrarse directamente en la Unión Patriótica.
Se disolvió el 12 de junio de 1931, poco después de la proclamación de la Segunda República Española.